# Moose Jaw

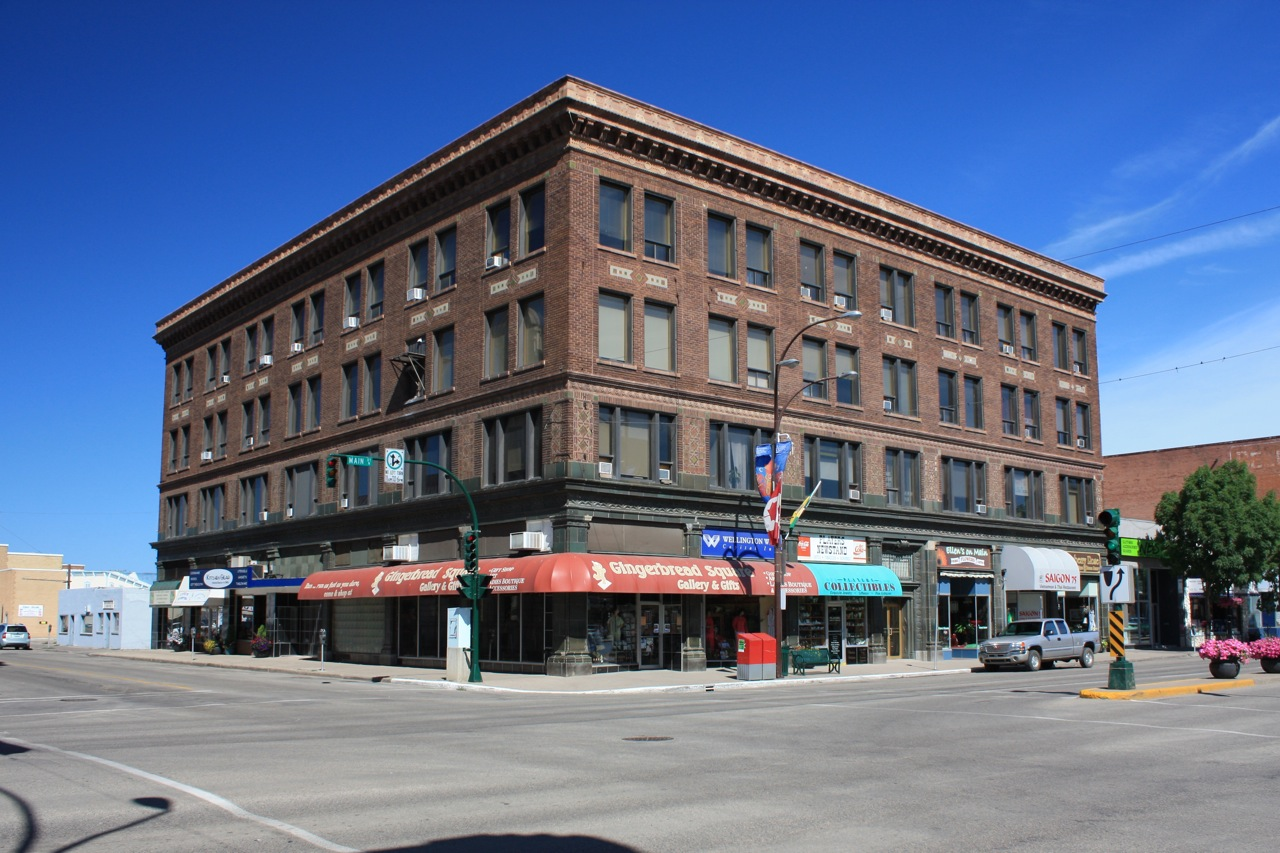
Das Hammond Building, ein historisches Gebäude in Moose Jaw

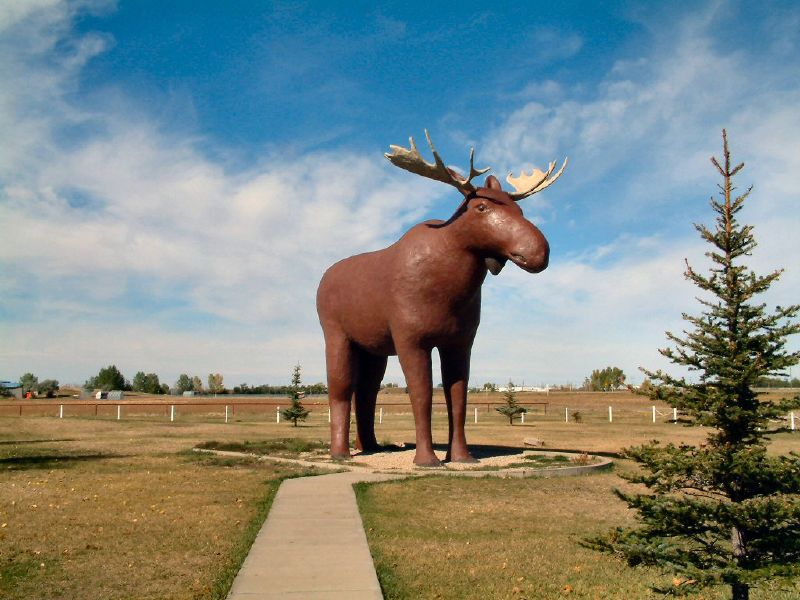
Mac the Moose, eine Statue aus GFK in Moose Jaw

Moose Jaw ist eine am Trans-Canada Highway gelegene kanadische Stadt in der Provinz Saskatchewan, knapp 80 Kilometer westlich der Provinzhauptstadt Regina. Die Einwohner bezeichnet man auch als Moose Javians.

## Geschichte
Der Ort, dessen Name übersetzt Kiefer des Elches heißt, an dem der Thunder Creek in eben jenen namensgebenden Moose Jaw River mündet, wurde 1881 von der Canadian Pacific Railway ausgewählt, um eine Betriebsstätte zu errichten. Ein Grund für eine Siedlung an der Stelle waren die Wasservorkommen, die wichtig für die Dampflokomotiven waren. Die Siedlung wurde 1882 erstmals schriftlich erwähnt. Die Stadt wird seit ihrer Gründung von beiden großen Eisenbahngesellschaften, der Canadian Pacific Railway und der Canadian National Railway angefahren, was bis heute ein wesentlicher Beitrag zur Entwicklung der Stadt ist.
In den 1920er und 1930er Jahren wurde Moose Jaw von Alkoholschmugglern aus den Vereinigten Staaten als Versteck genutzt, als dort noch die Prohibition bestand, in Kanada aber schon aufgehoben war. Die Schmuggler nutzten ein bereits existierendes Tunnelsystem unter dem Stadtzentrum. Dass sich damals zeitweise auch Al Capone dort aufgehalten haben soll, ist nicht belegt. In dieser Zeit bekam Moose Jaw den Beinamen Little Chicago.

## Wirtschaft und Infrastruktur

### Wirtschaft
Als größte Stadt in der Umgebung versorgt die Stadt auch die Bewohner umliegender Kommunen. Durch die zentrale Lage befinden sich mehrere Einkaufsmöglichkeiten in der Stadt. Die Town 'N' Country Mall ist das einzige Einkaufszentrum der Stadt und verfügt über 30 Geschäfte, weitere Geschäfte befinden sich in der Innenstadt.

### Bildung
In der Stadt befinden sich fünfzehn Grundschulen und fünf High Schools, die bis zur Klasse 12 führen. In der Stadt befindet sich der Palliser Campus des Saskatchewan Institute of Applied Science and Technology (SIAST) an dem über tausend Studenten immatrikuliert sind.

### Medien
In der Stadt erscheint täglich die Tageszeitung Moose Jaw Times-Herald sowie eine kleinere Stadtzeitung Moose Jaw Forum. In der Stadt haben drei Radiosender ihre Studios. Dazu zählen Radio800 AM, oldies (800 CHAB), 100.7 FM — CILG-FM, country music (Country 100) und 103.9 FM — CJAW-FM, adult contemporary (Mix 103). Diese werden von Golden West Broadcasting betrieben.

## Sehenswürdigkeiten
Moose Jaw besitzt Parks wie den Crescent Park in der Innenstadt oder den Wakamow Park am Moose Jaw River. In den Parks kann man Rad fahren oder wandern. Es gibt auch Parks, in denen man campieren und Kanus mieten kann. Das Temple Gardens Mineral Spa und das Casino Moose Jaw ziehen Touristen in die Stadt. Durch das Tunnelsystem unter dem Stadtzentrum werden Touren angeboten.
Die Moose Jaw Warriors, ein Eishockey-Team, spielen in der Western Hockey League. Ihre Heimarena ist der Mosaic Place.
Bei Moose Jaw befindet sich ein Militärflugplatz der Royal Canadian Air Force. Dort ist u. a. die Kunstflugstaffel Snowbirds beheimatet. Daneben werden an der CFB Moose Jaw Piloten verschiedener NATO-Luftstreitkräfte ausgebildet.

## Sport
Verschiedene Sportmannschaften sind in der Stadt ansässig:
- Moose Jaw Warriors – Eishockey
- Moose Jaw Millers – Basketball-Mannschaft in der Western Canada League
- Moose Jaw Canucks – Eishockey
- Moose Jaw Robin Hoods und Moose Jaw Maple Leafs – Senioren-Eishockey-Teams
- Moose Jaw Korcs – Eishockey

## Persönlichkeiten
- Yvonne Boyer (* 1953), Rechtsanwältin und Hochschullehrerin
- Lorne Calvert (* 1952), Politiker
- Kevin Churko (* 1968), Musikproduzent
- Gordon Delamont (1918–1981), Komponist, Trompeter und Musikpädagoge
- Brent Gilchrist (* 1967), Eishockeyspieler
- Clark Gillies (1954–2022), Eishockeyspieler
- Bill Lesuk (* 1946), Eishockeyspieler und -scout
- Art Linkletter (1912–2010), US-amerikanischer Schauspieler, Radio- und Fernsehmoderator
- Reed Low (* 1976), Eishockeyspieler
- Glenn Resch (* 1948), Eishockeytorwart
- Shelley Rhead-Skarvan (* 1965), Eisschnellläuferin
- Don Saleski (* 1949), Eishockeyspieler
- Deborah Theaker (* 1964), Schauspielerin